# Acraea ufipana
Acraea ufipana är en fjärilsart som beskrevs av Embrik Strand 1911. Acraea ufipana ingår i släktet Acraea och familjen praktfjärilar. Inga underarter finns listade i Catalogue of Life.